# Åmnes
Åmnes est une localité du comté de Nordland, en Norvège.

## Géographie
Administrativement, Åmnes fait partie de la kommune de Meløy.